# Clavularia pregnans
Clavularia pregnans is een zachte koraalsoort uit de familie Clavulariidae. De koraalsoort komt uit het geslacht Clavularia. Clavularia pregnans werd in 1906 voor het eerst wetenschappelijk beschreven door Thomson & Henderson. 